# MVV in het seizoen 1974/75
Het seizoen 1974/1975 was het 21e jaar in het bestaan van de Maastrichtse betaaldvoetbalclub MVV. De club kwam uit in de Eredivisie en eindigde daarin op de 11e plaats. Tevens deed de club mee aan het toernooi om de KNVB Beker, hierin werd in de tweede ronde verloren van Feyenoord (1–2).

## Wedstrijdstatistieken

### Eredivisie
|       | Ajax  | FC Amsterdam | AZ '67 | Excelsior | Feyenoord | Go Ahead Eagles | De Graafschap | FC Den Haag-ADO | Haarlem | NAC   | PSV   | Roda JC | Sparta | Telstar | FC Twente '65 | FC Utrecht | Wageningen |
| ----- | ----- | ------------ | ------ | --------- | --------- | --------------- | ------------- | --------------- | ------- | ----- | ----- | ------- | ------ | ------- | ------------- | ---------- | ---------- |
| Thuis | 0 – 0 | 3 – 1        | 2 – 1  | 0 – 1     | 2 – 2     | 1 – 0           | 1 – 0         | 1 – 1           | 2 – 2   | 0 – 1 | 1 – 3 | 3 – 2   | 1 – 1  | 2 – 2   | 2 – 4         | 1 – 1      | 2 – 1      |
| Uit   | 4 – 2 | 0 – 0        | 2 – 0  | 0 – 0     | 2 – 1     | 2 – 2           | 3 – 1         | 2 – 1           | 3 – 1   | 1 – 1 | 1 – 1 | 0 – 3   | 2 – 2  | 2 – 0   | 2 – 2         | 4 – 2      | 2 – 0      |

### KNVB beker
| 2e ronde                                        | MVV             | 1 – 2 (0 – 1) | Feyenoord                                |
| 24 november 1974 Plaats: Maastricht De Geusselt | Jan Streuer 54' |               | 8' Jørgen Kristensen 62' Lex Schoenmaker |

## Statistieken MVV 1974/1975

### Eindstand MVV in de Nederlandse Eredivisie 1974 / 1975
| Stand | Gespeeld | Gewonnen | Gelijk | Verloren | Punten | Doelpunten voor | Doelpunten tegen |
| ----- | -------- | -------- | ------ | -------- | ------ | --------------- | ---------------- |
| 11e   | 34       | 7        | 14     | 13       | 28     | 43              | 55               |

### Topscorers
| #                 | Naam                | Goal |
| ----------------- | ------------------- | ---- |
| 1.                | Jo Bonfrère         | 6    |
| 1.                | Leo Kerstges        | 6    |
| 1.                | Huub Smeets         | 6    |
| 1.                | Jan Streuer         | 6    |
| 5.                | Johan Dijkstra      | 3    |
| 5.                | Jos Lacroix         | 3    |
| 5.                | Timo Rahja          | 3    |
| 8.                | Jean Colombain      | 2    |
| 8.                | Gerrie Kleton       | 2    |
| 8.                | Juha-Pekka Laine    | 2    |
| 11.               | Jo Geyselaers       | 1    |
| 11.               | Ludo Van Broekhoven | 1    |
| 11.               | Jef van Vlodrop     | 1    |
| Onbekend doelpunt |                     |      |
| –                 | Onbekend            | 1    |
| Totaal            | Totaal              | 43   |

| #      | Naam        | Goal |
| ------ | ----------- | ---- |
| 1.     | Jan Streuer | 1    |
| Totaal | Totaal      | 1    |

## Voetnoten
Ajax ·
FC Amsterdam ·
AZ '67 ·
Excelsior ·
Feyenoord ·
Go Ahead Eagles ·
De Graafschap ·
FC Den Haag-ADO ·
Haarlem ·
MVV ·
NAC ·
PSV ·
Roda JC ·
Sparta ·
Telstar ·
FC Twente '65 ·
FC Utrecht ·
Wageningen